# Griekse literatuur
De Griekse literatuur of Nieuwgriekse letterkunde is ontstaan na de Val van Constantinopel.

## Van de Val van Constantinopel tot de Griekse Onafhankelijkheid
Van de Val van Constantinopel tot de Griekse onafhankelijkheid bestaat er geen Griekse staat meer in het Oosten van Europa. Wel bestaat er nog een Grieks volk, dat binnen het Osmaanse Rijk cultureel onmondig wordt gehouden. De producten van de Griekse literatuur zijn dan ook zeer ongelijk. 
 In haar geheel is de Griekse letterkunde tijdens deze periode, zowel in haar traditionele genres als in de genres die meer aansluiten bij de West-Europese van de 17e en 18e eeuw, een letterkunde van een verdrukte minderheid, die zich moet verdedigen en dus haar verleden idealiseert, en in de mate van het mogelijke een beschaving tracht te handhaven, die nog slechts een vage herinnering is geworden.
Bekend zijn volkse liefdespoëzie, kronieken, allerlei imitaties, en ook academische geleerde literatuur van de zgn. Fanarioten-families.
Belangrijke vertegenwoordigers zijn Kornaros en Rigas Fereos.

## De 19e eeuw
Met de Griekse Onafhankelijkheidsoorlog worstelt ook de Griekse letterkunde zich los uit haar minderheidspositie. Deze renaissance vond het eerst plaats op de Ionische Eilanden, die door hun ligging altijd het contact met West-Europa (en vooral met Italië) hadden bewaard. Deze Westerse invloed gaf er het aanschijn aan een neo-hellenistische poëzie: de auteurs waren over het algemeen lyrici en zochten hun inspiratie bij voorkeur in de volkspoëzie. 
 Belangrijkste vertegenwoordigers: Kalvos - Solomos - Trikoupis
Een tweede renaissance vond plaats in Athene in de jaren 80 van de 19e eeuw. De poëzie van de Atheense Tachtigers brak met het romantisme en het conventionalisme dat de literaire productie van de 19e eeuw in de hoofdstad had gekenmerkt. De grootste verdienste van deze Atheense renaissance is echter de schepping van een prozaliteratuur. Aan de oorsprong van deze beweging staat Johannes ("Jean") Psycharis (1854-1929), die aan de gesproken dimotikí-taal definitief het burgerrecht in de Griekse literatuur verleende. Psycharis bewerkte aldus niet alleen de taalkundige eenmaking van Griekenland, maar maakte ook de ontwikkeling van de Griekse roman mogelijk.

## De 20e eeuw
Na de Eerste Wereldoorlog integreerde Griekenland zich in toenemende mate in de belangrijke Europese literaire en esthetische stromingen. De Griekse roman ontdekte de problematiek van de Europese literatuur (Proust, Joyce, Kafka). In dezelfde periode ontwikkelde zich het toneel en de literaire kritiek.
De hedendaagse strekkingen bevestigden enerzijds de eenheid en het nationaal gevoel, maar anderzijds ook de ideologische conflicten die Griekenland na de Tweede Wereldoorlog verdeelden. De militaire dictatuur (1967-1973) was voor de Griekse letterkunde een crisisperiode: veel schrijvers werden gecensureerd, boeken en literaire tijdschriften werden verboden, en de levendige dimotiki-taal werd tijdelijk verdrongen door de verstarde geleerdentaal: (katharévousa).
De belangrijkste vertegenwoordigers zijn Elytis, Gatsos, Kavafis, Kazantzákis, Palamás, Ritsos, Seferis, Sikelianos, Kraniotis en Themelis.